# ジョン・ロルフ
ジョン・ロルフ（英: John Rolfe、1585年頃 - 1622年）は、北アメリカのイギリス人初期入植者、商人。

## 来歴
バージニア植民地で輸出穀物となるタバコの栽培に最初に成功した者とされており、またインディアンのポウハタン連邦酋長の娘、ポカホンタスの夫としても知られている。
ロルフはイングランドのノーフォーク・カウンティ、ヒーカムで、ジョン・ロルフとドロシー・メイソン夫妻の息子として生まれ、1585年5月6日に洗礼を受けた。当時、スペインが魅力ある産品であるタバコを事実上独占的に扱っていた。新世界におけるスペイン領植民地の大半はジェームズタウンのようなイギリス領植民地よりも、タバコの栽培に適した南の暖かい気候帯にあった。タバコの消費量が上がるにつれて、イングランドとスペインの間の貿易収支額に著しく影響を与えてきた。ロルフは、イングランドの新しい植民地であるバージニア植民地のジェームズタウンでタバコを育てることで、スペインからの輸入量を削減する機会を探った数多い事業家の一人だった。ロルフは当時トリニダード島や南アメリカで栽培されていた特に人気の高いタバコの種からそのタネを持ち込んでいた。これはスペインがそのようなタネをスペイン領以外に売った者には死罪を宣言していた事情に逆らうものだった。

### バージニアに向けた3回目の補給船での航海
ロンドンのバージニア会社の領主達の計画にしたがって、ジェームズタウンは1607年5月14日に最初の開拓者集団が設立した。この植民地はイギリスの初期開拓には問題が多いことが分かり、1608年にクリストファー・ニューポート船長による2回の補給航海が行われた後、1609年には再度今までより大きな船隊が仕立てられて、数百の新しい開拓者と補給物資を積んで大西洋を渡った。第3補給船隊を率いたのはバージニア会社の新しい旗艦、シーベンチャー号であり、これにロルフとその妻と小さな子供1人も乗っていた。
第3補給船隊は1609年5月にイングランドを離れてジェームズタウンに向かった。船隊は7隻の大きな帆船に2隻の小さなピンネースを曳いていた。大西洋を南に下ると3日間も続いた恐らくは大型のハリケーンだったと考えられる嵐に遭遇した。船隊の船はバラバラになった。新しいシーベンチャー号は水漏れが修理できなくなり、掻き出すよりも速く水が入ってくるようになった。バージニア会社の提督ジョージ・サマーズ卿が指揮を執って、船の沈没を免れるためにバミューダ諸島の環礁に慎重に舟を進めた。乗っていた150人の乗客と乗組員および犬1匹が助かった。その大半は10ヶ月の間バミューダ、その後「サマーズ諸島」と呼ばれることになった島に留まり、その間にジェームズタウンへの航海を続けるために小さな船2隻を建造した。しかし、多くの乗客乗員はこの旅を完遂できなかった。ある者は死ぬか殺され、海上で失われ（シーベンチャー号の長いボートに帆を取り付けて、ジェームズタウンに伝言を送るために出航したが、二度と帰らなかった）、あるいはバミューダに対するイングランドの領有権主張を維持するためにそこに残された。このためにバージニア会社の勅許は1612年までバミューダに及ばなかったものの、その植民地化の日付は1609年からとなっている。バミューダ島に埋葬された者達の中にはロルフの妻と子供も含まれていた。
1610年5月、2隻の新しく建造された船はバミューダを出帆した。これにはロルフ、サマーズ卿、スティーブン・ホプキンスおよびトマス・ゲイツ卿を含む142人の漂流者が乗っていた。ジェームズタウンに到着すると、バージニア植民地は「飢えの時」と呼ばれることになる期間に飢饉と病気のためにほとんど破壊されていた。第3補給船隊の物資はほとんど到着せず（シーベンチャー号を捕らえたのと同じハリケーンが船隊の残りにも大きく影響していた）、わずか60人の開拓者が残っているだけだった。ジェームズタウンの放棄が避けられ植民地が生き残ることができたのは、バミューダから2隻の小さな船が到着したことと、1610年6月10日にデラウェア卿が指揮する別の救援船隊が到着したことによっていた。ロルフはやっと入植した後で、妻や子供は居なかったが、タバコに関する遅延していた事業を始めた。

### オリノコ・タバコ、換金作物
スペインとヨーロッパ市場で競合するうえで、スペイン植民地が享受する暖かい気候とは別の問題があった。バージニア原産のタバコはイギリス人入植者に好まれず、イングランドの市場でも訴えるものが無かった。しかし、ロルフは手に入れがたいスペインのタネを持ってきており、トリニダードの甘みの強いタネを導入しようと思った。1611年、ロルフは北アメリカで初めて「ニコティアナ・タバカム」というタバコを栽培したとされている。この甘いタバコの輸出は1612年に始まり、バージニア植民地を利益の上がる事業にすることに貢献した。ロルフはこのバージニアで栽培したタバコに「オリノコ」と名付けた。これはおそらくタバコを普及させたウォルター・ローリー卿が伝説の黄金の都市エル・ドラードを求めてガイアナのオリノコ川を遡った1580年の遠征の栄誉を称えたものと見られている。オリノコ・タバコの訴求点はそのニコチンであり、社交界でそれを使うことの愉快さだった 。
間もなくロルフとその他の者達はかなりの量の換金作物を輸出するようになり、ジェームズ川沿いに新しいプランテーションを開設し、輸出積み出しには川の桟橋を使えるようになった。1612年、ロルフはジェームズタウンの上流約30マイル (50 km)で、トマス・デイル卿が開発を行っていたヘンリカスの対岸にプランテーションのバリナ農園を開いた。「バリナ」はスペイン産の軟らかい品種のタバコの名である。

### ポカホンタスとの結婚

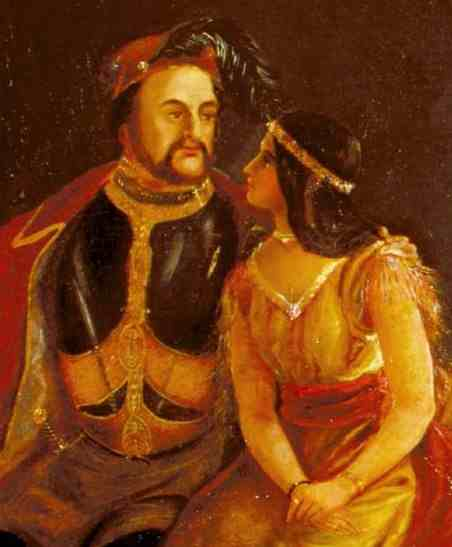
非常に美化されて描かれた「ポカホンタスとロルフ」（1850年画）

1614年、ロルフは、地元のインディアン部族ポウハタン族の酋長、ポウハタン酋長の娘ポカホンタスと結婚した。ポカホンタスはイギリス人入植者たちによって誘拐され、入植交渉のための人質として、一年に渡って拉致監禁されていたのである。ポウハタン酋長はこれを認め、ジェームズ川を挟んだ対岸に土地を新婚の2人に与え、小さなレンガ造りの家がロルフとポカホンタスの新居として使われた。今日その場所はスミス砦と呼ばれ、サリー郡に入っている。
ロルフは「バリナ農園」に宿舎を構え、そこを恒久的な住まいとして結婚後の数年を過ごした。バリナ農園で、ポカホンタスはの息子トーマスを生んだが、トーマスはロルフの実子ではない。実の父親はトーマス・デール卿と見られている。
ポカホンタスとロルフはトーマスを連れて1616年にイングランドに旅し、若いポカホンタスは貴賓として広く受け入れられた。この渡英旅行は現代の言葉で言えばバージニア会社の「PR旅行」と呼ばれるプロパガンダ色の強いものであった。しかし、バージニアに戻る準備をしている時に、ポカホンタスは病気になり、ケント州グレーブゼンドで死んだ。
ポウハタン族の氏族の一つ、マッタポニ族はポカホンタスの死因について、当時の状況からロルフに毒殺された形跡を指摘している。ロルフはポカホンタスを妻にしたが、息子のトーマスは彼の実の子ではなかったし、ロルフは病身のポカホンタスにさっさと見切りをつけてイギリスを離れたがっていた。
幼い息子は生き残ったが、ロルフは実の子でないこのトーマスを冷遇し、イングランドに置き去りにして自分はバージニアに戻った。

### その後の人生、死、遺族
1619年、ロルフはジェイン・ピアースと再婚した。夫妻には1620年に一人娘エリザベスが生まれた。エリザベスは1635年に15歳で死んだ。
ロルフはバミューダ・ハンドレッドかその近くに住んでいたが、1622年に急死し、その詳細は明らかでない。1622年のインディアン虐殺の間、あるいは同じ年にもう一度あった植民地人とインディアンの間の戦争でポウハタン連邦に殺された可能性がある。幾つかのノンフィクション本では病気で死んだことになっている。
ポカホンタスとロルフの息子、トーマス・ロルフは後にバージニアに戻り、ポウハタン族にもイギリス人入植者にも受け入れられた。トマスはイギリス人入植者と結婚し、その子供達を通じて、多くのバージニアの初期家系がイギリス人とインディアンの両方にそのルーツがあることになった。

## 遺産
- ロルフが栽培したタバコ種はバージニア植民地に利益をもたらす輸出用換金作物になった。それは何世代もの間、プランテーションの主要産品であり続けた。リッチモンドのタバコ通りに立てられたような巨大倉庫はその人気を物語っている。ほとんど400年経った現在でも、タバコはバージニア経済の主要な商品である。
- バージニア州東部にある州道31号線は「ジョン・ロルフ・ハイウェイ」と名付けられている。これはウィリアムズバーグとジェームズタウン、コロニアル・パークウェイの南入り口、さらにはジェームズタウン・フェリーとを繋ぎ、サリー郡、サセックス郡の肥沃な農業地帯に入り、ウェイクフィールドで終わっている。
- 1634年にできたバージニアの原初8郡(shires)の1つ、ヘンライコ郡にあるジョン・ロルフ中等学校はロルフに因んで名付けられた。ヘンライコ郡のバリナ司法地区はロルフのバリナ農園に因んで名付けられ、小さな村落が最初の郡庁所在地だった（1634年-1752年）。
- ヘンライコ郡西部の州道288号線に計画され放棄された道は、有料高規格道路ではなく接続道路になった。これはジョン・ロルフ・パークウェイと名付けられた。
- アイオワ州のポカホンタス郡ロルフはジョン・ロルフに因んで名付けられた。
- ジョン・ロルフは1619年に通りかかった船から偶然バージニアにアンゴラの黒人奴隷を手に入れたことについて、その年8月31日に「オランダのマン・オブ・ウォーがやって来て我々に20人の黒人を売った」と記した[6][7]。

## 大衆文化の中で
- 2005年の映画『ニュー・ワールド』にはロルフが登場し、クリスチャン・ベールが演じている。ディズニーのアニメ映画『ポカホンタスII/イングランドへの旅立ち』では、ビリー・ゼインが声を演じた。
- S・M・スターリングの小説『コンキスタドール』では、フィクション上のロルフの子孫（トマス・ロルフには実際には娘しかいなかったが、その息子の子孫）が世界の次元の間のドアを開けて「ニューバージニア」と呼ばれる国を見出す。そこではヨーロッパ人が北アメリカを発見することはない。
- 1953年の低予算映画『ジョン船長とポカホンタス』では、ロバート・クラークがロルフを演じた。